# Орск (большой десантный корабль)
Большой десантный корабль «Орск» — большой десантный корабль проекта 1171 (шифр «Тапир», по кодификации НАТО — Alligator). Построен в Калининграде в 1967—1968 годах под заводским номером 069.

## История строительства
Закладка корабля, получившего номер БДК-069, состоялась 30 августа 1967 года на Прибалтийском судостроительном заводе «Янтарь» в Калининграде. Спущен на воду 29 февраля 1968 года, 5 декабря того же года включён в состав Черноморского флота ВМФ СССР.

## История службы
За время службы в советском военно-морском флоте выполнил 11 боевых служб, принял участие в учениях «Океан-70», «Юг-71», «Крым-79», «Запад-81», «Щит-83».
В 1983 году в/ч 81341 по штату 61/396-В в составе 4-го дивизиона больших десантных кораблей 197-й бригады десантных кораблей 39-й дивизии морских десантных сил.
За время боевых служб в зоне военных конфликтов на Ближнем Востоке выполнил задачи по перевозке миротворцев в Югославию, перевозке гуманитарных грузов в Гвинею, Сирию, Болгарию. В 1990-е годы выполнял задачу по эвакуации беженцев из зоны грузино-абхазского конфликта. В августе 2000 года за 4 рейса перевез из пункта погрузки Гонио (район Батуми) в пункт высадки Утришенок (район Новороссийска) часть вооружения и техники контингента Группы российских войск в Закавказье.
20 октября 2002 года кораблю было присвоено имя «Орск». В 2004 году прибыл на восстановительный ремонт на Туапсинский судомеханический завод. В 2009 году находился на 13-м судоремонтном заводе в Севастополе. 8 августа 2014 года встал на ремонт в 13-м судоремонтном заводе в Севастополе. 27 октября 2017 года корабль вышел на испытания после завершения ремонта.

## Вторжение России на Украину
21 марта 2022 года российские СМИ сообщили, что корабль прибыл в Бердянск (оккупированный в ходе вторжения России на Украину) для выгрузки техники и десанта. 24 марта ВСУ, а также ряд украинских и зарубежных СМИ, ошибочно сообщили о уничтожении БДК «Орск». На самом деле был уничтожен «БДК Саратов» того же проекта.

## Командиры корабля
- капитан 2-го ранга Алексей Ященко